# Каринцев Микола Олександрович
Микола Олександрович Каринцев (справжнє прізвище Дудель; 6 (18) грудня 1886, Одеса — 18 квітня 1961) — російський і радянський письменник, автор науково-художньої, науково-популярної та науково-фантастичної літератури для дітей та юнацтва .

## Життєпис
Народився 6 (18) грудня 1886 року в Одесі. Закінчив економічне відділення Санкт-Петербурзького політехнічного інституту.
Літературну діяльність розпочав 1909 року з педагогічної літератури та обробки для дітей шведських народних казок. Писав для дітей та юнацтва оповідання про великих людей минулого (Томаса Едісона, Бернара Паліссі, Томаса Мора та інших) та історії наукових відкриттів. Автор біографічних творів про знаменитих музикантів та перекладів літературних творів закордонних класиків з французької, англійської, данської, шведської мов.
Радянським читачам був відомий завдяки науково-фантастичному пригодницькому роману для дітей «Навколо світу на аероплані» (1926, 1928), герої якого здійснюють навколосвітню подорож на новому супераероплані.
1928 року в серії «Бібліотека подорожей, пригод та історичних романів, повістей та оповідань» вийшло зібрання його творів.
Помер 18 квітня 1961 року.

## Публікації
- Каринцев Н. Шведские народные сказки : С 83 рис. швед. и рус. худож. — СПб. : типо-лит. АО «Самообразование», 1912. — 291 с.
- Каринцев Н. История одной жизни : (Томас Альва Эдисон). — М. : ред. журн. «Юная Россия», 1913. — 136 с.
- Каринцев Н. Люди сильной воли : (Из истории великих исслед. 19 в.). — М. : тип. т-ва И.Д. Сытина, 1914. — 263 с.
- Каринцев Н. Томас Мор : Очерк для детей и юношества. — СПб. : А. Панафидина, 1914. — 32 с.
- Каринцев Н. Стекольщик Палисси : (Крестьянин-художник) : Очерк для детей и юношества. — М. : А. С. Панафидина, 1914. — 32 с.
- Каринцев Н. Два друга : Из жизни в лесах Африки : Повесть для детей и юношества. — Пг. : тип. т-ва А. С. Суворина - «Новое время», 1915. — 244 с.
- За родину! : (Картины войны) : Эпизоды из боевой жизни, собр. по рассказам и описаниям участников сражений / Собр. и сост. для детей и юношества Ник. Каринцев. — М.; Пг. : А. С. Панафидина, 1915. — 168 с.
- Каринцев Н. Исторические дети : Очерки, рассказы и предания о детях, имена которых история запечатлена на своих страницах. — М. : А. С. Панафидина, 1915. — 394 с.
- Каринцев Н. Образы прошлого : Очерки и рассказы о великих людях прошлых веков : Для юношества. — Пг. : тип. т-ва А. С. Суворина «Новое время», 1915. — 361 с.
- Каринцев Н. Сказки и легенды шведского народа : В обраб. для детей : С 78 рис. швед. худож. — Пг. : тип. т-ва А. С. Суворина - «Новое время», 1915. — 328 с.
- Каринцев Н. В неведомую даль. — 1915.
- Каринцев Н. Жизнь крестьян в разных странах : Культ.-бытовые очерки. Ч. 1-[2]. — Петроград : И. Р. Белопольский, 1917. — (Культурно-просветительская библиотека «Начатки знаний». Серия 1)
- Каринцев Н. Как народ избирает своих представителей в разных странах Европы. — Пг. : Муравей, 1917. — 32 с. — (Общедоступная библиотека «Задачи свободной России». Серия 1, Политическая библиотека; № 450)
- Каринцев Н. Сказания Средних веков. Окассен и Николетт. — Начатки знаний, 1918. — 55 с.
- Каринцев Н. Вокруг света на аэроплане:[Роман]: Вып. 1-5. — М.; Л. : Мол. гвардия, 1926. (Вып. 1. Пожиратель пространства № 1; Вып. 2. В паутине капитала; Вып. 3. Над океаном; Вып. 4. В странах Востока; Вып. 5. В стане великого Суна.)
- Каринцев Н. Тайна книги. — М.; Л. : Книга, 1926. — 91 с.
- Каринцев Н. Под солнцем Азии. Путешествия Свена Гедина. — Ленинград : Государственное издательство, 1926. — 142 с.
- Каринцев Н. По Советскому Союзу. — 1928. — 288 с.
- Каринцев Н. Собрание сочинений. — М. : Моск. т-во писателей, 1928. — (Б-ка путешествий, приключений и исторических романов, повестей и рассказов) — 6000 прим. (Т. 1. По морям и пустыням; Т. 2. В царстве солнца и льда; Т. 3. Вокруг света…; Т. 4. По непроторённым тропам; Т. 5. Люди сильной воли; Т.6. ?; Т. 7. Завоеватели севера)
- Карінцев М. Під азійським сонцем. Подорожі Свена Гедіна. — Київ : Державне видавництво України, 1929. — 167, [2] c. : іл. с.
- Karintsev N. Unοter der zun fun Azye : Sven Hedins rayze / Yidish S. Rasin. — Mosοkοve : Farlag emes, 1935. — 126 с.
- Каринцев Н. Моцарт (картины из жизни). — Музгиз, 1935. — (Жизнь замечательных музыкантов для школьников и пионеров)
- Каринцев Н. Госсек (картины из жизни). — Музгиз, 1937. — (Жизнь замечательных музыкантов для школьников и пионеров)
- Каринцев Н. Н. М. Пржевальский: Жизнь и путешествия. — Москва : Учпедгиз, 1937. — 136 с. — (Библиотека по географии для учащихся средней школы)